# Jón Finsen (stænderdeputeret)
 Der er flere personer med dette navn, se Jón Finsen.
Jón Finsen (25. marts 1792 på Skálholt på Island – 8. oktober 1848 i Aarhus) var en dansk stænderdeputeret; by- og herredsfoged.
Han var søn af biskop Hannes Finnsson (1739-1796) og dennes 2. anden hustru Valgerdur Jonsdottir (1771-1856) og således farfaders broder til nobelpristageren Niels Finsen. 

## Karriere
Finsen blev 1812 student (privat dimitteret) på Island; cand.jur. fra Københavns Universitet 1816; underkancellist i Danske Kancelli samme år; kancellisekretær 1821; konstitueret herredsfoged i Anst m.fl. herreder; i Kolding 1819; fastansat 1824; byfoged i Ringkøbing og herredsfoged i Ulfborg m.fl. herreder 1830; kancelliråd 1842 og -skriver i Hasle m.fl herreder; valgt medlem af Stænderforsamlingen.
Han var blandt stifterne af Det Islandske Litterære Selskab.

## Slægt
Jón Finsen tilhørte en kendt islandsk slægt, hvis navn efter hans faders navn blev tilpasset dansk skik. Slægtens medlemmer findes i flere islandske sagaer og slægtsbøger. Fx nævner Heimskringla i Folioudgaven 1777, at Finsens farfader, biskop Finnur Jónsson nedstammer fra Olöf Loptsdótter og i 4 linjer efter den berømte Snorre Sturlasson. 

## Familie
Jón Finsen blev gift i 1820 med Cathrine Dorothea Bruun (gift 1. gang med Hans Jacob Hoskjær i ægteskabet 3 børn). Jón Finsen og hustru (De Fredericia Bruuner) havde i ægteskabet 11 børn, hvoraf en datter var adopteret:
1. Hans Valgard Steingrim Finsen (1821-1891). Sognepræst til Veterslev gift med Laura Marie Caroline Fangel
2. Thorun Victorine Elisabeth Finsen (1823-1891)gift med Christian Vilhelm Feddersen (ejer af Engholm ved Viborg)
3. Søren Hilmar Steindor Finsen (1824-1886), dansk indenrigsminister og landshøvding for Island gift med Olufa Bojesen (1835-1908)
4. Oluf Thomas Emil Finsen (1825-1896). Stiftsforvalter ved Vallø Stift, gift med Caroline Mathilde Grønvold
5. Jacob August Harald Finsen (død spæd)
6. Valgerda Sigrid Augusta Finsen (1828-1907) gift med distriktslæge Henrik Johan Mathiessen
7. Harald Fredrik Ferdinand Finsen.(1828-1881). Godsforvalter ved Sorø Akademi gift med Thora Augusta Vilhelmine Lauritzen
8. Hans Finsen (død spæd)
9. Emma Johnine Kathrine Finsen (1832-1837)
10. Carl Heinrich Paul Finsen (1833-1838)
11. Agnes Marie Dorthea Engberg (1871-1831)